# Katie Douglas (actriz)
Kathryn Emily Douglas (Burlington, Ontario, 19 de octubre de 1998) es una actriz canadiense. Es conocida por su papel de Abby en la serie de Netflix Ginny & Georgia (desde 2021) y Jackie en Pretty Hard Cases (2021–2023).

## Biografía
Douglas nació el 19 de octubre de 1998 en Burlington, Ontario. Tiene una hermana menor, Sarah, y dos hermanos gemelos menores. Douglas como estudiante asistió a la Nelson High School en su ciudad natal. También asistió a la Great Big Theatre Company donde aprendió sobre actuación y producción teatral y protagonizó una serie de papeles allí. Se graduó de la universidad, pero los detalles siguen siendo privados.

## Filmografía

### Cine
| Año  | Título                                        | Personaje       |
| ---- | --------------------------------------------- | --------------- |
| 2011 | Stay with Me                                  | Lucy            |
| 2012 | Sunshine Sketches of a Little Town            | Rose Leacock    |
| 2013 | Defiance: The Lost Ones                       | Irisa (joven)   |
| 2013 | Compulsion                                    | Saffron (joven) |
| 2018 | Level 16                                      | Vivien          |
| 2018 | Cada día                                      | Megan / A       |
| 2018 | Believe Me: The Abduction of Lisa McVey       | Lisa McVey      |
| 2019 | Thicker Than Water                            | Addie Decker    |
| 2022 | The Walk                                      | Kate Coughlin   |
| 2023 | The Girl Who Escaped: The Kara Robinson Story | Kara Robinson   |

### Televisión
| Año        | Título                           | Personaje                        | Notas                                |
| ---------- | -------------------------------- | -------------------------------- | ------------------------------------ |
| 2007       | F2: Forensic Factor              | Brenda                           | Episodio: "Dead Man's Hollow"        |
| 2009       | Flashpoint                       | Jennifer Sabiston                | Episodio: "The Fortress"             |
| 2012       | Less Than Kind                   | Brenda                           | 3 episodios                          |
| 2012       | Alphas                           | Teenage Nina                     | Episodio: "When Push Comes to Shove" |
| 2013–2014  | Spooksville: Pueblo Sobrenatural | Sally Wilcox                     | Reparto principal, 22 episodios      |
| 2013–2015  | Defiance                         | Young Irisa / Irzu / Little Girl | Elenco recurrente, 10 episodios      |
| 2014       | Saving Hope                      | Tatum                            | Episodio: "The Heartbreak Kid"       |
| 2015–2016  | Max & Shred                      | Melanie                          | 2 episodios                          |
| 2016       | Raising Expectations             | Connor Wayney                    | Reparto principal, 26 episodios      |
| 2017–2019  | Eyewitness                       | Bella Milonkovic                 | 4 episodios                          |
| 2017–2019  | Mary Kills People                | Naomi Malik                      | Reparto principal, 18 episodios      |
| 2018       | Creeped Out                      | Indigo                           | 2 episodios                          |
| 2018       | Burden of Truth                  | Amanda Parson                    | 2 episodios                          |
| 2019       | Nurses                           | Sasha                            | Episodio: "Lifeboat"                 |
| 2021–2022  | Pretty Hard Cases                | Jackie Sullivan                  | Reparto principal, 15 episodios      |
| desde 2021 | Ginny & Georgia                  | Abby                             | Reparto principal, 20 episodios      |